# Về văn phạm luận
Về văn phạm luận (tiếng Pháp: De la grammatologie) là một cuốn sách xuất bản năm 1967 của triết gia người Pháp Jacques Derrida. Đây được coi là tác phẩm nền tảng cho phê bình giải cấu trúc. Cuốn sách bàn về các tác giả như Claude Lévi-Strauss, Ferdinand de Saussure, Jean-Jacques Rousseau, Étienne Condillac, Louis Hjelmslev, Martin Heidegger, Edmund Husserl, Roman Jakobson, Gottfried Wilhelm Leibniz, André Leroi-Gourhan, và William Warburton.

## Nền tảng
Tác phẩm ban đầu được Derrida đệ trình với vai trò của một luận án tiến sỹ (do Maurice de Gandillac hướng dẫn) với tựa đề De la grammatologie: Essai sur la permanence de concepts platonicien, aristotélicien et scolastique de signe écrit (Về văn phạm luận: Tiểu luận về sự lâu bền của khái niệm về kí hiệu viết của Platon, Aristotle và trường phái kinh viện). Bản đệ trình của ông đã không thành công.

## Nội dung
Derrida lập luận rằng trong suốt truyền thống triết học phương Tây, viết đã được coi chỉ là một hình thức phái sinh của lời nói, và do đó là một "cú ngã" từ "sự hiện diện đầy đủ" của lời nói. Trong quá trình làm việc, ông giải cấu trúc vai trò này khi nó xuất hiện trong tác phẩm của một số tác giả, cho thấy vô số những mâu thuẫn và những sự lược bỏ mà chúng đã gây ra cho họ. Derrida không tuyên bố sẽ đưa ra một lời phê bình về tác phẩm của những nhà tư tưởng này, bởi vì ông không tin rằng có thể thoát khỏi việc viết lách với những sự đối lập như vậy. Tuy nhiên, ông kêu gọi một khoa học mới về "văn phạm luận" sẽ liên quan đến những câu hỏi như vậy theo một cách mới.
Về văn phạm luận đã giới thiệu nhiều khái niệm mà Derrida sẽ sử dụng trong các tác phẩm sau này, đặc biệt là liên quan đến ngôn ngữ học và văn bản.

### Saussure và chủ nghĩa cấu trúc
Cuốn sách bắt đầu với một đánh giá về chủ nghĩa cấu trúc ngôn ngữ của Saussure trình bày trong Giáo trình Ngôn ngữ học đại cương. Cụ thể, Derrida phân tích khái niệm " kí hiệu ", cái đối với Saussure có hai thành phần riêng biệt về âm thanh và ý nghĩa. Các thành phần này còn được gọi là cái biểu đạt (signifiant) và cái được biểu đạt (signifié). 
Derrida trích dẫn Saussure: "Ngôn ngữ và chữ viết là hai hệ thống kí hiệu riêng biệt; cái thứ hai tồn tại với mục đích duy nhất là đại diện cho cái thứ nhất."  Phê phán mối quan hệ này giữa lời nói và chữ viết, Derrida gợi ý rằng các biểu tượng viết là kí hiệu chính đáng một cách độc lập - rằng không nên coi chúng là thứ yếu hoặc phái sinh so với lời nói.

### Đọc Rousseau
Phần lớn nửa sau của Về văn phạm luận dành riêng cho  Jean-Jacques Rousseau, và đặc biệt là Tiểu luận về Nguồn gốc Ngôn ngữ của ông. Derrida phân tích Rousseau theo cách mà ông gọi là "logic của sự bổ sung", theo đó "bổ sung là ngoại vi, bên ngoài sự tích cực mà nó được thêm vào, xa lạ với cái mà, để có thể được thay thế bởi nó, phải khác với nó."  Derrida cho thấy Rousseau luôn bị hấp dẫn bởi ý tưởng rằng một sự bổ sung đến từ bên ngoài để làm ô nhiễm nguồn gốc được cho là thuần túy (của ngôn ngữ, trong trường hợp này). Khuynh hướng này thể hiện ở nhiều cặp cặp nhị nguyên khác nhau mà Rousseau thiết lập trong suốt Tiểu luận: viết bổ sung cho nói, phát âm bổ sung cho ngữ điệu, nhu cầu bổ sung cho đam mê, phía bắc bổ sung cho phía nam, v.v. Derrida gọi những cặp nhị nguyên này là "hệ thống đối lập kiểm soát toàn bộ Tiểu luận. "  Sau đó, ông lập luận rằng Rousseau, dù không tuyên bố rõ ràng, nhưng vẫn mô tả làm thế nào logic bổ sung vẫn luôn hoạt động trong cái gốc mà nó sẽ phá hỏng: "Mối quan hệ bổ sung hoặc thay thế không liên tục này là trật tự của ngôn ngữ. Nó là nguồn gốc của ngôn ngữ, và điều đó được mô tả mà không được tuyên bố trong Tiểu luận về nguồn gốc ngôn ngữ. " 

## Ảnh hưởng
Về văn phạm luận là một trong ba cuốn sách mà Derrida xuất bản năm 1967 và đã thiết lập danh tiếng của ông. Hai cuốn còn lại là La voix et le phénomène, được dịch là Lời nói và Hiện tượng, và L'écratio et la différence, được dịch là Sự viết và Sự khác biệt. Nó được coi là tác phẩm nền tảng của phê bình giải cấu trúc.